# Waterloo (1970)
Waterloo är en historisk krigsdramafilm från 1970, regisserad av Sergej Bondartjuk och producerad av Dino De Laurentiis. Filmen var en samproduktion mellan Italien och Sovjetunionen.

## Handling
Våren år 1814 står Franska kejsardömet inför nederlag i händerna på sjätte koalitionen och landets kejsare Napoleon tvingas i exil på den lilla ön Elba av sina generaler och fiender. 
Cirka tio månader senare återvänder han till Frankrike för att återta tronen från landets nye kung Ludvig XVIII och landets trupper under fältmarskalk Michel Ney som skickats söderut för att arrestera honom byter sida.
Efter att Napoleon återtagit makten i Frankrike får han reda på att hans fiender har förklarat krig mot honom och han gör sig redo att marschera med en armé in i Belgien och besegra den anglo-allierade armén under Hertigen av Wellington och den preussiska armén under Gebhard Leberecht von Blücher.
Sommaren 1815 marscherar Grande Armée in i nuvarande Belgien och vinner slaget vid Ligny men lyckas inte vinna vid Quatre-Bras, den 18 juni besegras Napoleons armé i det avgörande slaget vid Waterloo.

## Roller i urval
| Rod Steiger         | – Napoleon                      |
| Christopher Plummer | – hertigen av Wellington        |
| Orson Welles        | – Ludvig XVIII                  |
| Jack Hawkins        | – Sir Thomas Picton             |
| Virginia McKenna    | – Charlotte Lennox              |
| Dan O'Herlihy       | – Michel Ney                    |
| Sergo Zakariadze    | – Gebhard Leberecht von Blücher |
| Ian Ogilvy          | – Sir William Howe De Lancey    |

## Produktion
Filmen spelades in i studio i Rom, på det kungliga slottet i Caserta och utanför Uzjhorod i sovjetrepubliken Ukraina.

## Historiska fel i filmen
I Waterloo finns det många anmärkningsvärda fel som inte inträffade i verkligheten::
När Napoleons generaler kom och krävde hans abdikation var fältmarskalk Soult med i scenen men i verkligheten krigade han mot Wellington i södra Frankrike.
Ett annat fel i filmen är den stora balen som britterna enligt filmen höll i ett fint balrum innan de ger sig ut på fältet mot fransmännen. I verkligheten var britterna i en lada.